# Раковский, Владимир Евгеньевич
Влади́мир Евге́ньевич Рако́вский (1900—1987) — советский специалист по торфу; доктор химических наук, профессор, член-корреспондент АН БССР.

## Биография
Сын Евгения Владимировича Раковского.
Окончил химический факультет МГУ (1925). Работал зам. директора Института торфа (1938—1941). 1940 году был избран членом-корреспондентом АН БССР. Директор Института торфа АН БССР (1942—1948; 1960—1963). В 1949—1960 гг. — руководитель лаборатории этого же института. В 1948—1959 гг. В. Е. Раковский заведовал кафедрой химической технологии торфа Московского торфяного института, в 1964—1969 гг. зав. кафедрой Калининского политехнического института. Руководитель лаборатории химии торфа Московского филиала ВНИИТП (1970—1979). Специалист в области химии и химической технологии торфа. Подготовил более 40 кандидатов и докторов наук. Автор более 300 научных публикаций.
Умер в 1987 году. Похоронен на Востряковском кладбище.

## Основные труды
- «Общая химическая технология торфа» (1949)
- «Химия и технология первичных дегтей торфа» (1949)
- «Химия пирогенных процессов» (1959)
- «Химия и генезис торфа» (1978)